# Колтубановский поссовет
Колтубановский поссовет — муниципальное образование в Бузулукском районе Оренбургской области.
Административный центр — посёлок Колтубановский.

## Административное устройство
В состав поссовета входят 6 населённых пунктов:
- посёлок Колтубановский,
- посёлок Партизанский,
- посёлок Елшанский,
- посёлок Заповедный,
- посёлок Опытный,
- посёлок Паника.

## Достопримечательности
Памятниками истории являются церковь «Рождества Пресвятой Богородицы» в посёлке Колтубановский и памятник деревянного зодчества — здание Боровой лесной опытной станции им. Тольского в посёлке Опытный.
На территории поссовета расположена контора национального парка «Бузулукский бор» с уникальным сосновым бором, а также ряд памятников природы: «Сфагновое болото Лосиная пристань», «Тростниковое болото Журавлиный Гай» и другие. 
В Партизанском лесничестве расположен дендросад, заложенный лесничим В. П. Васильевым в конце 19 века, площадью около 5 гектаров. Второй дендросад — бывший лесоторговый питомник в Боровом опытном лесничестве, где сохранились культуры ели обыкновенной и серебристой, лиственницы сибирской и Сукачева, кедра, груши уссурийской, лещины маньчжурской, клёна серебристого, акантопанакса.

## Заслуженные люди
- Романенко Юрий Викторович — лётчик-космонавт СССР, дважды Герой Советского Союза.